# The Terror Wheel
The Terror Wheel — второй мини-альбом хип-хоп-дуэта Insane Clown Posse. Выпущен 5 августа, 1994 года, на лейбле Psychopathic Records.

## Об альбоме
Альбом содержит шесть студийных композиций. Песня «The Dead Body Man» вошла в эфир радиостанций Детройта. Позднее эта композиция появилась в альбоме Riddle Box и была включена в сборники Mutilation Mix и The Old Shit.

## Список композиций
1. «The Dead Body Man»
2. «Skitsofrantic»
3. «The Smog»
4. «Out»
5. «I Stuck Her With My Wang»
6. «Amy’s In The Attic»

## В записи участвовали
- Violent J — Вокал
- Shaggy 2 Dope — Вокал, вертушки
- Mike E Clark — Вертушки, производство
- Capitol E — Производство